# Lego Star Wars: The Complete Saga
Lego Star Wars: The Complete Saga (англ. Лего Зоряні війни: Повна Сага) - це тематично-пригодницька відеогра Lego, заснована на лінійці іграшок Lego Star Wars.  Це поєднання гри Lego Star Wars: The Video Game та її продовження Lego Star Wars II: Original Trilogy, яка охоплює перші шість епізодів саги Зоряні війни.  Гра була оголошена LucasArts 25 травня 2007 року і була випущена для Xbox 360, PlayStation 3, Wii та Nintendo DS 6 листопада 2007 року в Північній Америці. На ПК гра була опублікована 13 жовтня 2009 року в США. Її продовження Lego Star Wars III: The Clone Wars було випущено в березні 2011 року. Версія гри для Mac OS X була випущена 12 листопада 2010 року Feral Interactive.  Версія гри для iOS була випущена 12 грудня 2013 року, а для Android - 1 січня 2015 року.

## Ігровий процес
Мета гри полягає в тому, щоб зібрати «Золоті блоки», після успішного проходження всієї історії. Lego Star Wars: TCS охоплює події, що відбуваються від переговорів Торгової Федерації над Набу у фільмі Зоряні війни: Прихована загроза до нападу на другу Зірку Смерті над Ендором у Поверненні джедая.
У версіях для Wii, PlayStation 3 і Xbox 360 є 160 блоків для збору, 120 з них є в основних рівнях. За один рівень можна отримати 3 блоки. Один – за завершення рівня в сюжетному режимі, другий –за досягнення статусу «Істинного джедая» шляхом збору певної кількості монет, а третій –  за зібрання 10 частин «мінінабору» LEGO, які сховані на рівні.  Для iOS загалом є 200 «Золотих блоків» з додатковими мінінаборами за проходження рівня в режимі пригоди. 
Є 20 золотих блоків за виконання місій мисливця за головами, які передбачають захоплення ключових діячів Старої республіки та Повстання для Джабби Хатта. Є ще 6 золотих блоків за виконання бонусних місій та ще 14 доступних для придбання в Кантіні.
Загалом є 36 рівнів історії, 20 місій мисливців за головами та 6 бонусних рівнів.
Більшість рівнів історії такі ж, як у відповідних оригінальних іграх. Але ця гра включає два раніше видалені рівні: "Політ Енекіна" та "Погоня за мисливцями за головами", які часу мали бути у Lego Star Wars: The Video Game, але були вирізані під час розробки.
Рівні "Гонка в Мос-Еспі" та "Доставка зброї" були перероблені, тому що в оригіналі вони були бонусними рівнями.  "Битва за Корусант", однак, залишається незмінною, за винятком того, що гравці можуть змінювати транспортні засоби у вільній грі.  Нові доповнення до TCS включають в себе: режим Battle Arena для 2-ох гравців під назвою "Аркада", нові бонусні місії на мінінабір, червоні блоки із Lego Star Wars II і 10 додаткових місій мисливців за головами. 
Рівні епізодів І-ІІІ були оновлені, щоб персонажі могли будувати та їздити на транспортних засобах, носити шоломи та отримувати доступ до районів мисливців за головами та штурмовиків. Персонажі трилогії приквелів тепер мають можливість ухилятися від підривного вогню та мати власну спеціальну атаку ближнього бою. Додано нові можливості Сили (силові блискавки та силові задушення).  Також були додані нові персонажі, загальна кількість їх стала 160.

## Розробка
Traveller's tales створили TCS через успіх оригінальної гри та її продовження з видавництвом LucasArts.

### Варіації між платформами
Версії Xbox 360 і PlayStation 3 дозволяють кооперативно грати через Інтернеті та підтримувати високу чіткість на HDTV.  Версія Wii включає ввід, чутливий до руху, а версія Nintendo DS включає в себе ексклюзивні дії та рівні із використанням сенсорного екрану.  Усі консольні версії підтримують роздільну здатність SD 480i та 480p, а версії Xbox 360 та PlayStation 3 – роздільну здатність HD 720p, 1080i та 1080p та доступні в 4:3 та 16:9  співвідношеннях.  Версія PlayStation 3 також дозволяє використовувати відчуття руху Sixaxis, що дозволяє гравцеві керувати транспортними засобами на PlayStation 3.
У версії Wii, Wii Remote дає гравцеві можливість використовувати жести, щоб швидше робити дії, наприклад, атаки світлового меча, бластера або використання Сили, а також інші загальні дії, такі як будівництво. Швидкість їх залежить від інтенсивності, з якою гравець виконує жести.
У версіях Xbox 360 та PlayStation 3 немає функції V-Sync, яку мають наступні відеоігри Lego, отже, що є можливість розриву зображення, незважаючи на те, що вони працюють у режимі прогресивного сканування. Версія Nintendo DS має локальний мультиплеєр, однак він доступний лише у спеціальному підключенні двох пристроїв Nintendo DS.  Крім того, версія Nintendo DS не додає нових рівнів або персонажів, а навпаки, кілька рівнів видалено. Однак, вона має кілька нових міні-ігор, які використовують сенсорний екран пристрою і їх немає на жодній іншій платформі.
Версія iOS доступна безкоштовно в App Store, але тільки Епізод I доступний без окремої плати. Інші доступні через придбання у додатку. Кооперативна гра наразі не підтримується. Магазин та налаштування персонажів спочатку були обмежені, поки гравець не придбав повну версію.  Після критики користувачів це було змінено в подальшому оновленні.  Версія пізніше перенесена на Android та випущена через Google Play Store та Amazon Appstore.